# Me an' Bill (film 1914)
Me an' Bill è un cortometraggio muto del 1914 diretto da Colin Campbell che ne firma anche la sceneggiatura. Prodotto dalla Selig Polyscope Company, aveva come interpreti Guy Oliver, Bessie Eyton, Wheeler Oakman, Eugenie Besserer.

## Produzione
Il film fu prodotto dalla Selig Polyscope Company.

## Distribuzione
Distribuito dalla General Film Company, il film - un cortometraggio in due bobine - uscì nelle sale cinematografiche statunitensi il 22 giugno 1914.